# Fresnes-en-Saulnois
Fresnes-en-Saulnois é uma comuna francesa na região administrativa de Grande Leste, no departamento de Mosela. Estende-se por uma área de 12,89 km². Em 2010 a comuna tinha 192 habitantes (densidade: 14,9 hab./km²).